# Mário Zagallo
Mário Jorge Lobo Zagallo (Maceió, 1931. augusztus 9. – Rio de Janeiro, 2024. január 5.) kétszeres világbajnok brazil válogatott labdarúgó, edző. Az 1970-es világbajnok csapat szövetségi kapitánya.

## Pályafutása
A brazil válogatott tagjaként részt vett az 1958-as és az 1962-es világbajnokságon, illetve az 1959-es Dél-amerikai bajnokságon.
A labdarúgás történetének első labdarúgója, akinek játékosként (1958, 1962) és edzőként (1970) is sikerült világbajnoki címet szereznie.
A brazil válogatottat több alkalommal is irányította. A világbajnoki cím mellett szövetségi kapitányként a Copa Américat (1997), és a konföderációs kupát (1997) is megnyerte, e mellett egy olimpiai bronzérmet is szerzett 1996-ban Atlantában.

## Sikerei, díjai

### Játékosként
Flamengo
- Torneio Início do Rio de Janeiro (2): 1951, 1952
- Campionato Carioca (3): 1953, 1954, 1955

Botafogo
- Torneio Início do Rio de Janeiro (3): 1961, 1962, 1963
- Campionato Carioca (2): 1961, 1962
- Torneio Rio-São Paulo (2): 1962, 1964

Brazília
- Világbajnok (2): 1958, 1962
- Dél-amerikai ezüstérmes (1): 1959

### Edzőként
Botafogo
- Torneio Início do Rio de Janeiro (1): 1967
- Taça Guanabara (2): 1967, 1968
- Campionato Carioca (2): 1967, 1968
- Taça Brasil (1): 1968

Fluminense
- Taça Guanabara (1): 1971
- Campionato Carioca (1): 1971

Flamengo
- Taça Guanabara (4): 1972, 1973, 1984, 2001
- Campionato Carioca (2): 1972, 2001
- Torneio do Povo (1): 1972
- Taça Rio (2): 1985, 2000
- Copa dos Campeões (1): 2001

Al-Hilal
- Szaúd-arábiai bajnok (1): 1979

Brazília
- Világbajnok (1): 1970
- Copa América győztes (1): 1997
- Konföderációs kupa győztes (1): 1997
- Olimpiai bronzérmes (1): 1996
- Világbajnoki ezüstérmes (1): 1998